# Lignum crucis de Santo Toribio de Liébana

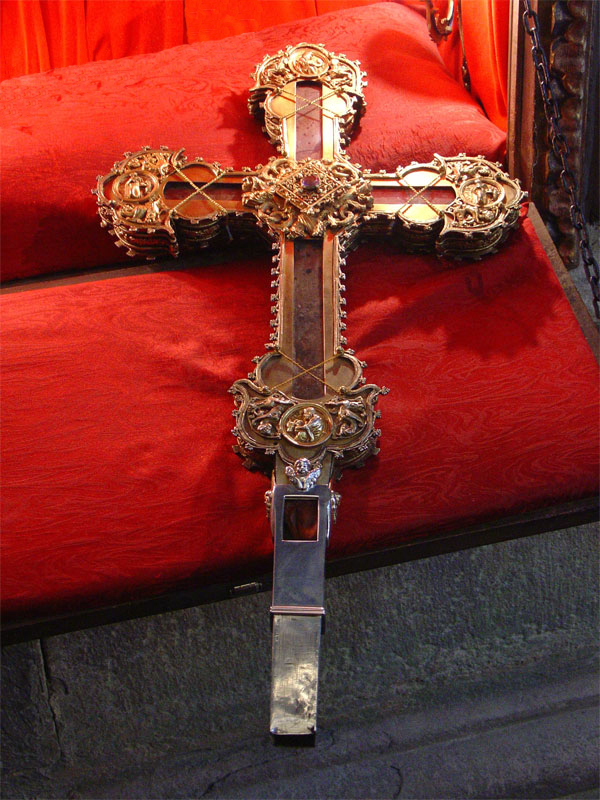
Lignum crucis del monasterio de Santo Toribio de Liébana (Cantabria, España), considerado por la Iglesia católica como el trozo más grande que perdura hasta nuestros días de la cruz de Cristo

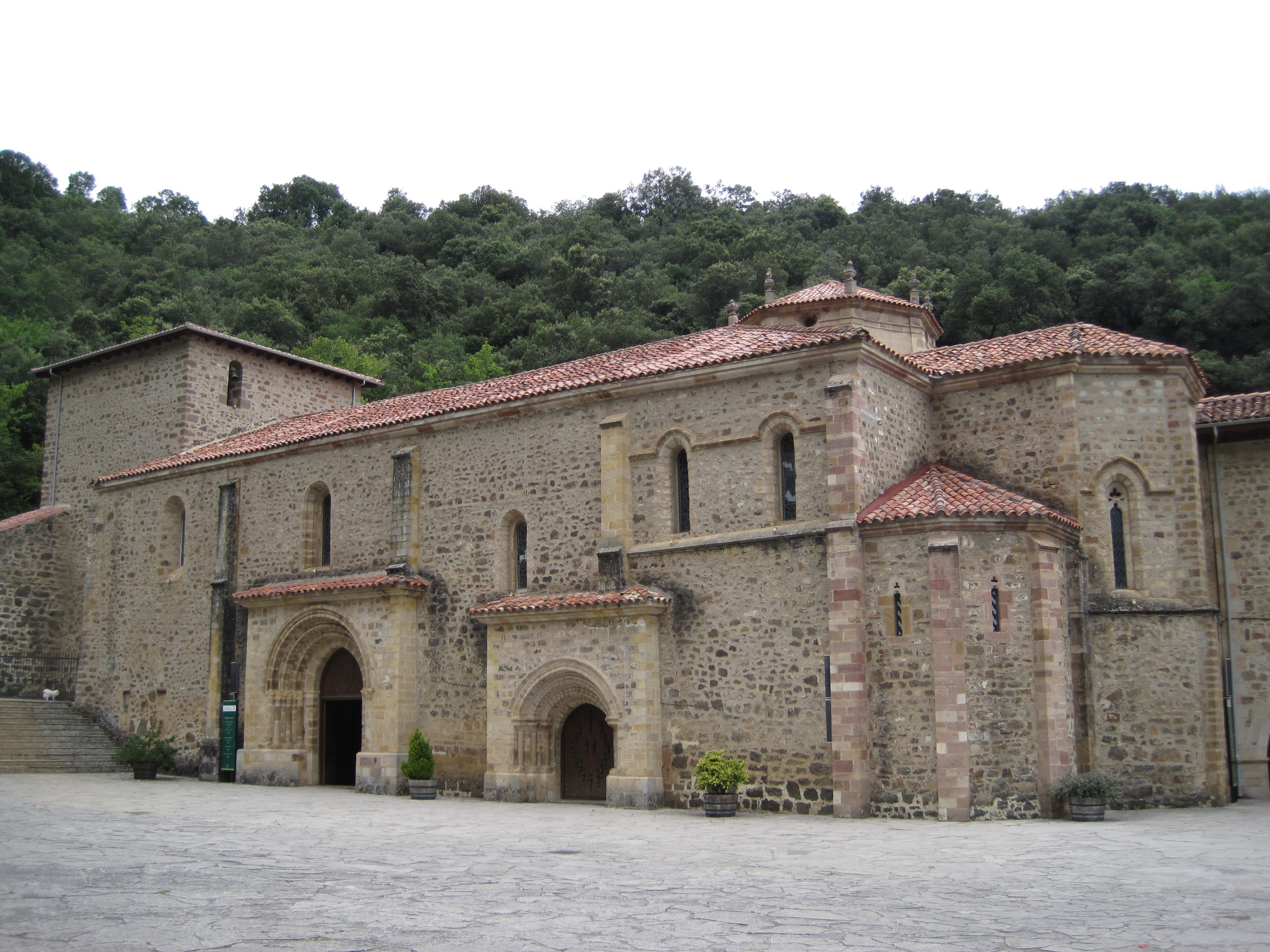
El lignum crucis se custodia en el monasterio de Santo Toribio de Liébana, situado en Camaleño

Ilustración del lignum crucis de Santo Toribio de Liébana

Versión estilizada del lignum crucis, empleada como indicador del Camino Lebaniego

Escudo del municipio de Camaleño, Cantabria, en el que aparece representado el lignum crucis

El lignum crucis de Santo Toribio de Liébana, también conocido simplemente como la cruz de Liébana, es una reliquia cristiana conservada en el monasterio de Santo Toribio de Liébana, en el municipio español de Camaleño (Cantabria). Es considerado el fragmento de la cruz de Jesucristo más grande que se conserva.
La tradición la relaciona con el origen del monasterio, pero lo más verosímil es que fuese traída al mismo tiempo que los restos de Toribio de Astorga alrededor del siglo VIII. Según el P. Sandoval, cronista de la orden benedictina, esta reliquia corresponde al «brazo izquierdo de la Santa Cruz, que santa Elena (madre del emperador romano del siglo IVConstantino I) dejó en Jerusalén cuando descubrió las cruces de Cristo y los ladrones. Está cerrada y puesta en modo de cruz, quedando entero el agujero sagrado donde clavaron la mano de Cristo».
La madera se encuentra, pues, dentro de una estauroteca en forma de cruz de plata dorada, con cabos flordelisados, de tradición gótica, realizada en un taller vallisoletano en 1679. Las medidas del leño santo son de 635 mm el palo vertical y 393 mm el travesaño, con un grosor de 40 mm, siendo así la reliquia más grande conservada de la cruz de Cristo, por delante de la que se custodia en la basílica de San Pedro de la Ciudad del Vaticano.
Un análisis científico de la madera de este trozo determinó que la especie botánica de la madera es Cupressus sempervirens L. (ciprés), tratándose de una madera extraordinariamente vieja, con lo que no excluye la posibilidad de que dicha madera pueda alcanzar una edad superior al periodo de tiempo correspondiente a la era común. El mismo estudio especifica que la región geográfica palestinense se sitúa dentro del área geográfica de Cupressus sempervirens.
Un pequeño fragmento de esta reliquia se expone en León en un relicario soliforme que expone procesionalmente la cofradía de Minerva y Veracruz, donada en 1959 por el obispo Luis Almarcha, procedente de este monasterio por su relación con la provincia leonesa.